# Haifisch
«Haifisch» (нім. «Акула») — третій сингл гурту «Rammstein» з шостого альбому «Liebe ist für alle da».

## Повний текст пісні з перекладом

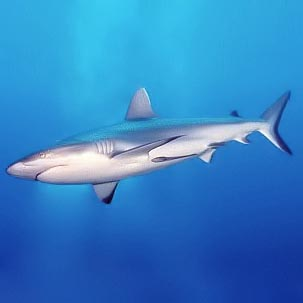
Haifisch- Акула

| Haifisch Wir halten zusammen Wir halten miteinander aus Wir halten zueinander Niemand halt uns auf Wir halten euch die Treue Wir halten daran fest Und halten uns an Regeln Wenn man uns regeln lasst Und der Haifisch der hat Traenen Und die laufen vom Gesicht Doch der Haifisch lebt im Wasser So die Traenen sieht man nicht Wir halten das Tempo Wir halten unser Wort Wenn einer nicht mithalt Dann halten wir sofort Wir halten die Augen offen Wir halten uns den Arm Sechs Herzen die brennen Das Feuer halt euch warm Und der Haifisch der hat Tranen Und die laufen vom Gesicht Doch der Haifisch lebt im Wasser So die Tranen sieht man nicht In der Tiefe ist es einsam Und so manche Zahre fliesst Und so kommt es dass das Wasser In den Meeren salzig ist Man kann von uns halten Was immer man da will Wir halten uns schadlos Wir halten niemals still Und der Haifisch der hat Traenen Und die laufen vom Gesicht Doch der Haifisch lebt im Wasser So die Traenen sieht man nicht In der Tiefe ist es einsam Und so manche Zahre fliesst Und so kommt es dass das Wasser In den Meeren salzig ist Und der Haifisch der hat Traenen Und die laufen vom Gesicht Doch der Haifisch lebt im Wasser So die Traenen sieht man nicht | Акула (переклад Haifisch) Ми тримаємося спільно, Ми все валимо разом. Ми тримаємося один за одного, Ніхто нас не стримує. Ми зберігаємо вам вірність, Ми непохитні. І дотримуємося правил, Коли нам довіряють кермо влади. І акула теж плаче, Сльози біжать по обличчю. Але акула живе у воді, Так що сліз ніхто не бачить. Ми тримаємо темп, Ми стримуємо свої слова. Коли хтось відстає, Ми тут же зупиняємося. Ми тримаємо очі розкритими, Ми тримаємося за руки. Шість сердець б'ються, Вогонь гріє вас. І акула теж плаче, Сльози біжать по обличчю. Але акула живе у воді, Так що сліз ніхто не бачить. Ось у вирі живе самотня І чимало сліз проливає. Так ось чому вода У морі солона. Нехай нас можуть обділити Тим, що люди завжди бажають. Але ми відшкодуємо втрати, Адже ми ніколи не мовчимо! І акула теж плаче, Сльози біжать по обличчю. Але акула живе у воді, Так що сліз ніхто не бачить. Ось у вирі живе самотня І чимало сліз проливає. Так ось чому вода У морі солона. І акула теж плаче, Сльози біжать по обличчю. Але акула живе у воді, Так що сліз ніхто не бачить. |

## Відеокліп
Прем'єра кліпу, режисером якого став Йорн Хайтманн, відбулася 23 квітня на сторінці «MySpace». У кліпі показують «похорон» фронтмена групи, Тілля Ліндеманна. По ходу дії присутні вставки з інших кліпів «Rammstein» («Du Hast», «Ohne Dich», «Sonne», «Amerika», «Keine Lust»), в яких учасники групи підозрюють один одного у вбивстві соліста, і показані сценки самих вбивств, за винятком гітариста Пауля Ландерса. Його сцена — це «мотив». Потім між ними розгорається бійка, в ході якої Крістіан «Флаке» Лоренц, клавішник групи, падає прямо на труну Тілля. Але труна була порожня — як виявилося Тілль живий і чудово відпочиває на острові з чарівними дівчатами.

### Цікаві факти
- Текст приспіву перекликаєтся з текстом пісні Меккі Мессера з "Тригрошової опери" Бертольта Брехта:

| Трьохгрошова опера | Rammstein — Haifisch |
| --- | --- |
| Und der Haifisch, der hat Zähne und die trägt er im Gesicht und Macheath, der hat ein Messer doch das Messer sieht man nicht. | Und der Haifisch der hat Tränen Und die laufen vom Gesicht Doch der Haifisch lebt im Wasser So die Tränen sieht man nicht. |

- Текст пісні, як і Los, заснований на обігруванні спільнокореневих слів (нім. halten — «тримати»).
- Якщо придивитися, то в кліпі учасники групи, вирізавши до цього на загальній фотографії «Rammstein» обличчя вокаліста, підставляють замість профілю Ліндемана обличчя вокаліста і ритм-гітариста «Metallica» Джеймса Хетфілда, а потім і повністю роздивляються його фотографію, схвально киваючи, ймовірно розглядаючи його як «кандидатуру» на місце «померлого» Тілля.
- Ще в кліпі можна помітити, прийшовшого на «похорони», двійника Мерліна Менсона.
- На вінках на початку кліпу (на стрічках) — рядки з інших пісень «Rammstein»: «Nebel» («Doch ihre Worte frisst der Wind»), «Ohne dich» («Ich werde in die Tannen gehen») та «Seemann» («am Ende bleib ich doch alleine»).
- Хлопчик в береті — це онук Тілля Ліндемана Фріцль, а літня дама — мати Тілля.
- Один з гостей похорону — повна копія Еріха Хонеккера, генсека компартії НДР.

## Живе виконання
Коли пісня «Haifisch» грає на концерті, член гурту подорожує по натовпу в гумовій шлюпці. Потім він виймає зі шлюпки прапор країни, де проходить концерт, і махає ним (наприклад, на концерті в Україні «Флаке» виймав зі шлюпки прапор України та махав ним).

## Список композицій
1. «Haifisch»
2. «Haifisch» (Highswing RMX by Olsen Involtini)
3. «Haifisch» (Remix by Hurts)
4. «Haifisch» (Remix by Schwefelgelb)